# حارث الغابة (دار بوعزة)
حارث الغابة هي إحدى مشيخات المملكة المغربية، تتبع جغرافيا لإقليم النواصر وإداريًا لدار بوعزة. يقدر عدد سكانها بـ 8939 نسمة حسب الإحصاء الرسمي للسكان والسكنى لسنة 2004.